# Journal de la mi-journée (télévision tunisienne)
Le journal de la mi-journée de la Télévision Tunisienne est un journal télévisé tunisien diffusé sur la Télévision tunisienne 1 à 13 heures. Il est chargé d'informer les citoyens tunisiens.

## Histoire
Sa diffusion débute en 1992, avec le lancement de la diffusion par satellite de Canal 7, l'actuelle Télévision tunisienne 1, diffusée par l'Établissement de la radiodiffusion-télévision tunisienne puis par l'Établissement de la télévision tunisienne.
Initialement, le journal est diffusé à 13 h 30, puis il passe à 14 heures jusqu'en 2012, avant de trouver sa case actuelle à 13 heures. Ce nouvel horaire entraîne la suppression de l'édition de 12 heures.

## Présentateurs
Le journal est présenté chaque jour par un présentateur.
- Zina Khemiri Sliti
- Abd Ejlil El Abessi